# Oncopsis insignifica
Oncopsis insignifica är en insektsart som beskrevs av Hamilton 1983. Oncopsis insignifica ingår i släktet Oncopsis och familjen dvärgstritar. Inga underarter finns listade i Catalogue of Life.